# La Buissière
La Buissière är en kommun i departementet Isère i regionen Auvergne-Rhône-Alpes i sydöstra Frankrike. Kommunen ligger i kantonen Le Touvet som tillhör arrondissementet Grenoble. År 2022 hade La Buissière 791 invånare.

## Befolkningsutveckling
Antalet invånare i kommunen La Buissière
Referens:INSEE